# Un drame vrai
Un drame vrai est une nouvelle de Guy de Maupassant, parue en 1882.

## Historique
Un drame vrai est initialement publiée dans la revue Le Gaulois du 6 août 1882.  

## Résumé
Dans une propriété de campagne, deux frères courtisent la fille du voisin. C’est l’ainé qui est choisi. Une semaine avant le mariage, il est abattu d’un coup de fusil au coin d’un bois. On a bien accusé un braconnier, mais on a dû le laisser partir, faute de preuve. La justice n’a pas pu exploiter le seul élément trouvé sur les lieux du crime, un bout de papier avec quelques vers écrits dessus.
Son frère cadet, passé un deuil de deux années, s’est marié avec la fiancée de son défunt frère.
Vingt ans plus tard, ils ont trois filles et l’ainée va se marier avec le fils du magistrat qui avait enquêté sur la mort de son frère. Lors de la noce, chacun chante une vieille chanson et celle que chante le père de la mariée rappelle un souvenir au magistrat : où a-t-il déjà entendu ces vers ?
Deux années passent, et le magistrat cherche toujours. Un jour, en feuilletant de vieux papiers, il tombe sur le bout de papier qui avait été retrouvé lors du crime vingt-deux ans plus tôt : ce sont les mêmes vers. Il fait une enquête discrète et découvre l’horrible vérité : le meurtrier, c’était le frère.
Le magistrat l’emporte sur l’esprit de famille : il fait condamner le frère.

## Éditions
- Un drame vrai, Maupassant, contes et nouvelles, texte établi et annoté par Louis Forestier, Bibliothèque de la Pléiade, éditions Gallimard, 1974  (ISBN 978 2 07 010805 3).